# Grob G102 Astir
Grob G102 Astir er et et-sædet standardklasse svævefly af glasfiber, fremstillet af Grob Aircraft. Det var det første Grob-designede svævefly og fløj første gang i december 1974. Grob havde forud herfor fremstillet Schempp-Hirth Standard Cirrus på licens.

## Design og udvikling
Astir CS (Club Standard) er af glasfiber og har et stort vingeareal, T-hale og vandballasttanke i vingerne. Det store vingeareal giver god håndtering ved lav fart, mens ydelsen ved høj fart ikke står mål med andre standardklasse-fly. I nogle af de tidlige versioner var rammen i kroppen af træ, men det blev erstattet af en let støbt legering, som kan få revnedannelser efter hårde landinger. Hale-dollyen er usædvanlig ved at være monteret i et hul på kroppens underside.
En lidt forbedret standardklasse-version, CS 77, blev introduceret i 1977. Den har en ændret ror-profil og en smallere krop a'la Speed Astir. Standard II og Standard III-versionerne fulgte i de tidlige 1980-ere med tilbagevenden til den højere kropprofil og med reduceret tomvægt og forøget nyttelast.
Astir CS Jeans var mage til CS 77, men havde et fast monteret hovedhjul og haleslæber. Stoffet i cockpittet var blå denim. De senere versioner Club II og Club III havde også fast hovedhjul, men Club III havde halehjul.
Den seneste version er G102 Standard Astir III.
Flytypen er videreudviklet til Grob G104 Speed Astir, som er udstyret med flaps og flyver i 15m-klassen.
En Astir slog 17. februar 1986 den absolutte højderekord for svævefly ved at nå 14.938m; rekorden stod til 2006

## Varianter
- Astir CS: Den originale version; fremstillet frem til 1977 (CS: Club Standard).
- Astir CS77: Ændret kropsprofil og andre modifikationer; i produktion fra 1977.
- Astir CS Jeans: Variant med fast hovedhjul, rettet mod klubklassen og klub-markedet for mindre erfarne piloter.
- G102 Astir: Betegnelse introduceret af Grob i 1980-erne; forbedrede versioner tilføjet I, II eller III.